# Guider
Guider (parfois Guidder) est une commune du Cameroun située dans la région du Nord et chef-lieu du département du Mayo-Louti.

## Histoire
Le nom Guider lui-même est dérivé du nom du groupe ethnique qui y habite en majorité, à savoir les Guidar. Mais chose surprenante, chez les Guidar, il existe une tribu qu'on appelle « Meg'dara ». Cette ville constitue l'image du multiculturalisme et de la cohabitation pacifique inter- ethnique au Cameroun. La ville de Guider est aussi peuplée de Daba et de Fali, populations autochtones et culturellement proches des Guidar. Des Toupouri, des Peuls, des Moundang, des Guiziga (mikiri) et autres grands groupes ethniques du Nord-Cameroun  y sont aussi bien présents.

## Géographie
Sur le plan géographique, Guider dispose d'un relief spectaculaire, avec des collines dispersées dans la ville.

## Population
Lors du recensement de 2005, la commune comptait 223 503 habitants, dont 52 316 pour Guider Ville.

## Structure administrative de la commune
Outre Guider proprement dit, la commune comprend les villages suivants :
- Babarkin
- Babouri
- Badechi
- Baïga
- Baïla
- Baldaï
- Bama
- Bambalo
- Banam
- Bang
- Bariki Djaman
- Barkao
- Bassira
- Bedeve (Wouro Touwe)
- Beli
- Bima
- Bissoli
- Boboldou
- Bodong
- Bohong
- Boko
- Bouckadji
- Boudjoulkou
- Boulou
- Bourwoy
- Daba Daba
- Dabala
- Dafa
- Dakoume
- Dalami
- Dale
- Danguar
- Dansang
- Degueri
- Dem
- Diri
- Djabi
- Djalingo
- Djamboutou
- Djamtari
- Djedjengue
- Djelem
- Djibaou
- Djoude
- Djouroum
- Do Mayo
- Dogom
- Donfana
- Doubas
- Doubi
- Douboulwoy
- Douroum
- Douroum Mango
- Fitoume
- Gaboune
- Galao
- Ganda Kona
- Ganda Leleng
- Gangang
- Gara Golombe
- Gara Guider
- Garage Ndoua
- Gatouguel
- Gaval
- Gnibango
- Golirde
- Golombé Windé
- Golomo Guider
- Golvong
- Gondouro
- Gondourou
- Gorom
- Gortong
- Goudak
- Gouldouwal
- Goulon Bouba Fali
- Goulong Fali
- Guatouguel
- Guezeou
- Guirlao
- Harde Kayefi
- Heri
- Heriyel
- Hirnguilang
- Ideal
- Kafinarou
- Kafkaï
- Kakala
- Kapta Bandja
- Kapta Madi
- Kariya
- Karlahi
- Kereng
- Kerkind
- Kirirambo
- Koïna Maïgari
- Koïna Messengué
- Kola
- Kona
- Korake
- Korayel
- Korgou
- Kosselel Daneyel
- Kosseyel Djohi
- Kosseyel Djowi
- Kosseyel Singlin
- Kossi
- Kousmou Douma
- Lakawar
- Larbak
- Larma
- Leleng
- Lerebi
- Libe
- Lombel
- Loubak
- Louggua Bani
- Louggua Djabe
- Lougguéré Dawaï
- Lougguéré Foulbe
- Malia
- Malmas
- Malouwoy
- Mambaza Gabal
- Mantchourouf
- Mari
- Marma
- Masguam
- Matafal
- Mataya
- Mayel
- Mayo Kewe
- Mayo Kora
- Mayo Kora Tizi
- Mayo Loue
- Mayo Loumas
- Mayo Malao
- Mayo Padjara
- Mayo Somré I
- Mayo Somre II
- Mayo Somre III
- Mayo Tcholli
- Mberou
- Mbirdif
- Mbor
- Mbounga
- Medebing
- Medezem
- Medjebi
- Melemdem
- Messo
- Mindjiwa
- Modjongo
- Morkovong
- Morkovong
- Moukoy
- Mousgoy I
- Mousgoy II
- Ndiam
- Ndiam Etina
- Ndiam Ibbi
- Ndjara
- Nganda
- Ngangour Bori
- Ngoufour
- Ourlang
- Padjara Abdoulaye
- Padjara Yaya
- Paha
- Parkine
- Pomla Baïla
- Raou
- Ribaou
- Roumde
- Sabere Dafa
- Saganare
- Samka
- Sarwa (Djougui)
- Séboré Baïla
- Sebore Mongoro
- Sessara
- Sibre
- Singaïdi
- Sodalou
- Sodjohi
- Sorawel
- Sossilim
- Soubtabani
- Souckoudou
- Souikano
- Talazoua
- Taldam
- Tar
- Taskao
- Tawane
- Tchadak Gaoula
- Tchakadjam
- Tchampalam
- Tchekal
- Tchikaf
- Tchouboul
- Tchoukkol
- Tekeli
- Tikelke
- Tilbit
- Tirlao
- Tofor
- Tonkolo
- Torkine
- Tra
- Vagama
- Vonozoum
- Vourmous
- Wala
- Walde Bororo
- Walewol Gade
- Winde Loue
- Winde Yola
- Woulep
- Yapéré
- Yolde Karehi
- Youkvouna
- Youmdjem
- Zafkat
- Zagadarba
- Zagua Mousgoy
- Zevene

## Tourisme

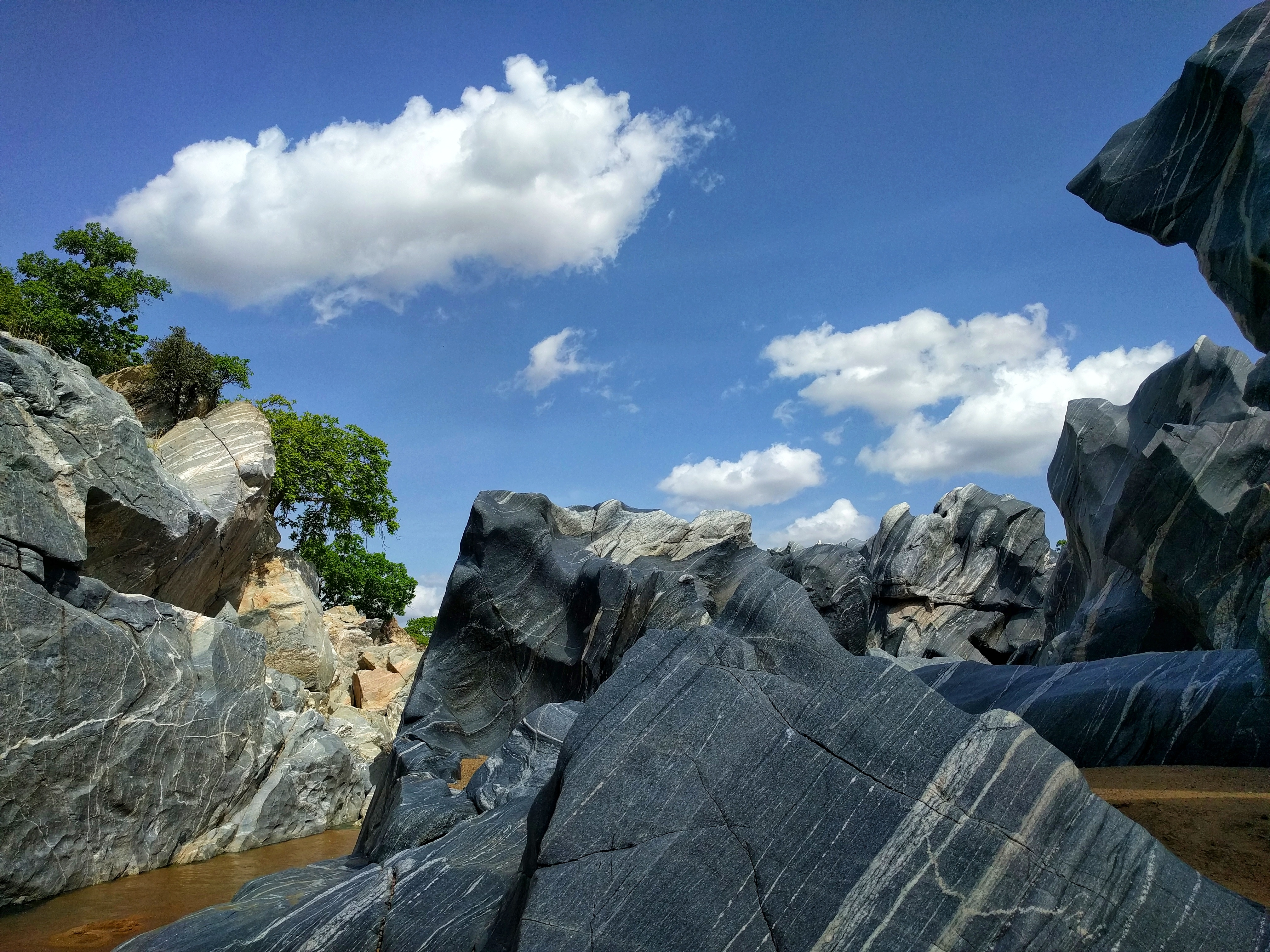
Les gorges de Kola.

Les gorges de Kola sont l'une des attractions de Guider.